# Restio ocreatus
Restio ocreatus är en gräsväxtart som beskrevs av Carl Sigismund Kunth. Restio ocreatus ingår i släktet Restio och familjen Restionaceae. Inga underarter finns listade i Catalogue of Life.